# 扭脊单极虫
扭脊单极虫（学名：Thelohanellus spirosuturalis）为单极科单极虫属的动物。在中国，分布于湖北等，营寄生生活，寄生在乌鳢的盲肠后段。